# Прядівка (річка)
Прядівка — річка в Україні, ліва притока Орелі в Самарівському і Дніпровському районах Дніпропетровської області.
Бере початок у с. Топчине, тече переважно на південний захід і впадає в Оріль поблизу сіл Лисківка і Драгівка за 38 км від її гирла. У пригирловій частині утворює численні меандри, рукави і стариці. 
Довжина річки - 23 км, похил річки - 1 м/км, площа водозбірного басейну - 231 км².
Над Прядівкою Топчине, Прядівка, Пилипівка, Калинівка, Лисківка та Драгівка.